# Malene
Malene  (en grec antic Μαλήνη), era una ciutat no identificada prop d'Atarneos, que menciona Heròdot, on Histieu, tirà de Milet, va ser derrotat pels perses abans del 494 aC després d'un llarg combat, però finalment la cavalleria persa va carregar contra els grecs, i el seu exèrcit es va desbandar.